# Yousef Masrahi
Yousef Ahmed Masrahi (in arabo يوسف مسرحي‎?; Najrān, 31 dicembre 1987) è un ex velocista saudita.
Rappresentante dell'Arabia Saudita ai Giochi olimpici di Londra 2012, è detentore dal 2015 del record asiatico nei 400 metri piani stabilito nel corso dei Mondiali di Pechino.
Alla vigilia dei Giochi olimpici di Rio de Janeiro 2016 è risultato positivo al test anti-doping ed è stato squalificato per quattro anni.

## Record nazionali
- 400 metri piani: 43"93 ( Pechino, 23 agosto 2015)

## Palmarès
| Anno | Manifestazione                    | Sede           | Evento       | Risultato  | Prestazione | Note                                     |
| ---- | --------------------------------- | -------------- | ------------ | ---------- | ----------- | ---------------------------------------- |
| 2007 | Giochi asiatici indoor            | Macao          | 800 m piani  | Batteria   | dnf         |                                          |
| 2007 | Giochi asiatici indoor            | Macao          | 1500 m piani | Batteria   | 4'11"28     | Record nazionale                         |
| 2007 | Giochi asiatici indoor            | Macao          | 4×400 m      | Oro        | 3'11"29     |                                          |
| 2009 | Mondiali                          | Berlino        | 400 m piani  | Batteria   | 47"03       |                                          |
| 2009 | Campionati arabi                  | Damasco        | 400 m piani  | Bronzo     | 45"93       |                                          |
| 2009 | Campionati arabi                  | Damasco        | 4×400 m      | Oro        | 3'06"90     |                                          |
| 2009 | Giochi asiatici indoor            | Hanoi          | 400 m piani  | Argento    | 47"49       |                                          |
| 2009 | Giochi asiatici indoor            | Hanoi          | 4×400 m      | Oro        | 3'10"31     |                                          |
| 2010 | Campionati dell'Asia occidentale  | Aleppo         | 400 m piani  | 8º         | 48"38       |                                          |
| 2010 | Giochi asiatici                   | Canton         | 400 m piani  | Bronzo     | 45"71       |                                          |
| 2010 | Giochi asiatici                   | Canton         | 4×400 m      | Oro        | 3'02"30     |                                          |
| 2011 | Giochi mondiali militari          | Rio de Janeiro | 400 m piani  | Finale     | dnf         |                                          |
| 2011 | Campionati asiatici               | Kōbe           | 400 m piani  | Oro        | 45"79       |                                          |
| 2011 | Campionati asiatici               | Kōbe           | 4×400 m      | Argento    | 3'08"03     |                                          |
| 2011 | Mondiali                          | Taegu          | 4×400 m      | Batteria   | 3'05"65     |                                          |
| 2011 | Giochi panarabi                   | Doha           | 400 m piani  | Oro        | 45"44       |                                          |
| 2011 | Giochi panarabi                   | Doha           | 4×400 m      | Oro        | 3'07"22     |                                          |
| 2012 | Giochi olimpici                   | Londra         | 400 m piani  | Semifinale | 45"91       |                                          |
| 2013 | Campionati asiatici               | Pune           | 400 m piani  | Oro        | 45"08       |                                          |
| 2013 | Campionati asiatici               | Pune           | 4×400 m      | Oro        | 3'02"53     | Record dei campionati                    |
| 2013 | Mondiali                          | Mosca          | 400 m piani  | 6º         | 44"97       |                                          |
| 2013 | Mondiali                          | Mosca          | 4×400 m      | Batteria   | 3'04"55     |                                          |
| 2013 | Giochi della solidarietà islamica | Palembang      | 400 m piani  | Oro        | 45"18       |                                          |
| 2014 | World Relays                      | Nassau         | 4×400 m      | Batteria   | 3'06"37     |                                          |
| 2014 | Giochi asiatici                   | Incheon        | 400 m piani  | Oro        | 44"46       | Record dei Giochi                        |
| 2014 | Giochi asiatici                   | Incheon        | 4×400 m      | Bronzo     | 3'04"03     |                                          |
| 2015 | World Relays                      | Nassau         | 4×400 m      | Batteria   | 3'06"15     |                                          |
| 2015 | Campionati asiatici               | Wuhan          | 400 m piani  | Argento    | 45"14       |                                          |
| 2015 | Campionati asiatici               | Wuhan          | 4×400 m      | Argento    | 3'02"62     |                                          |
| 2015 | Mondiali                          | Pechino        | 400 m piani  | 8º         | 45"15       |                                          |
| 2015 | Giochi mondiali militari          | Mungyeong      | 400 m piani  | Oro        | 45"18       |                                          |
| 2023 | Campionati asiatici               | Bangkok        | 400 m piani  | Bronzo     | 45"19       | Miglior prestazione personale stagionale |
| 2023 | Giochi asiatici                   | Hangzhou       | 400 m piani  | Oro        | 45"55       |                                          |

## Altre competizioni internazionali
2014
- Bronzo in Coppa continentale ( Marrakech), 400 m piani - 45"03